# فنرای
ونری (به هلندی: Venray) یک سکونتگاه مسکونی در هلند است که در لیمبورخ (هلند) واقع شده‌است.

## خصوصیات
ونری ۲۵ متر بالاتر از سطح دریا واقع شده‌است.